# GTR (バンド)
GTR（ジーティーアール）は、イングランドのロックバンドである。元ジェネシスのスティーヴ・ハケットと元イエス、エイジアのスティーヴ・ハウというプログレッシブ・ロック界で活躍した2人のギタリストが結成した。
1986年にデビューしたが、実質活動期間は1年弱という短命に終わった。

## 来歴
メンバー間のトラブルでエイジアを脱退したハウは、1985年の半ばにイエス、エイジア時代からマネージメントを任せていたブライアン・レーンによってハケットに引き合わされた。ハケットはジェネシス脱退以降、久しくソロ・アーティストとして活動していたが、ハウとのバンド結成に大いに意欲を湧かせた。
彼等はボーカリストにマックス・ベーコン（元ナイトウィング、ブロンズ、マイク・オールドフィールド）、ベーシストにフィル・スポルディング（トーヤ、マイク・オールドフィールド、ミッシェル・ポルナレフ）、ドラマーにアメリカ人のジョナサン・ムーヴァー（元マリリオン）を迎えてGTRを結成した。バンド名は「GUITAR」の略語である。
レーンは、当時、ホイットニー・ヒューストンのブレイクで躍進していたアリスタ・レコードにGTRを売り込み、1986年のトップ・プライオリティ・アーティストとしての契約を取り付けた。その結果、強力なプロモートを得て、同年7月に発表されたシングル「ハート・マインド (When the Heart Rules the Mind)」もアルバム『GTR』も全米15位以内に入り、アルバムはプラチナ・レコードを獲得した。
ハウとハケットはアルバム制作に於いて、エレクトリック、アコースティックは勿論、ギターシンセサイザーまでをも導入し、サウンドの多くの部分をギターで構築した。しかしテクニックをひけらかすようなプレイは抑え、楽曲の完成度に重点を置いたので、2人のスーパーセッションといった類いの音楽ではなく、まとまりのあるバンド・サウンドとなった。プロデュースにジェフ・ダウンズを迎えたため、エイジアに似た雰囲気も感じられるが、2人の熟達したプレイと若い3人の瑞々しいプレイのバランスも良い好作に仕上がった。
それぞれの過去のレパートリーも披露したライブ・ツアーが行われ、順調に見えた活動だが、ハケットは1987年に脱退してソロ活動に戻ってしまった。
残されたハウ、ベーコン、スポルディングは、ロバート・ベリー（ギター、ボーカル）を迎え入れ「ネロトレンド」（Nerotrend）と改名して再開するもうまく行かず、ベーコンが脱退。ベリーがリード・ボーカルも担当しデモ・テープを作成するが、それらの曲をGTRまたはネロトレンドの名義で公式に発表することなく解散してしまう。当時制作されていた曲の一部は、ベーコン、ベリー、エイジアのアルバムで聴ける。

## ディスコグラフィ

### スタジオ・アルバム
- 『GTR』 - GTR (1986年)

### ライブ・アルバム
- 『キング・ビスケット・ライブ』 - King Biscuit Flower Hour Presents GTR (1997年)※1986年7月19日のロサンゼルス公演を収録。

### シングル
- 「ハート・マインド」 - "When the Heart Rules the Mind" (1986年)
- 「ハンター」 - "The Hunter" (1986年)

### ビデオ、DVD
- Making of GTR (1986年) ※VHS。メイキング・ドキュメンタリー。
- GTR Live (2008年) ※DVD。ミュンヘンでのライブ映像の抜粋。